# Distrito de Salamanca (Condesuyos)

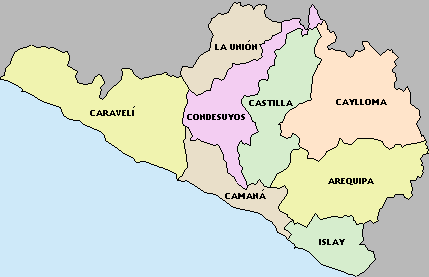
Provincias de Arequipa

El distrito de Salamanca (del quechua sara manka, "olla de maíz") es uno de los ocho distritos que conforman la provincia de Condesuyos en el departamento de Arequipa, bajo la administración del Gobierno regional de Arequipa, en el sur del Perú.
Desde el punto de vista jerárquico de la Iglesia católica forma parte de la Prelatura de Chuquibamba en la Arquidiócesis de Arequipa.

## Historia
Centro de refugio de los Incas en el periodo de la conquista española del Perú sirviendo de enlace entre los distritos de Cotahuasi y Chuquibamba.
El distrito fue creado mediante Ley del 2 de enero de 1857, y reconocido el 24 de junio de 1955.

## Geografía
La capital se encuentra situada a 3210 m s. n. m. y a 4 horas en ómnibus de Chuquibamba.
El distrito comprende los anexos de Ayanca, Tancani, Pucunchu, Palcuyo y el caserío de Huasca.

## Etimología
Aunque resulta evidente la referencia a la ciudad de Salamanca, también hace referencia a los vocablos quechuas que traducidos al idioma español significa Sara = maíz y manca = olla. es decir, traducido literalmente por Olla de maíz.

## Población
El distrito cuenta con una población total de 1060 habitantes.
Su capital el pueblo de Salamaca a 3207 m s. n. m. con una población de 547 habitantes y 260 viviendas.
| Principales centros poblados del distrito | Principales centros poblados del distrito | Principales centros poblados del distrito | Principales centros poblados del distrito | Principales centros poblados del distrito |
| Centro poblado                            | Categoría                                 | Altitud m s. n. m.                        | Población                                 | Viviendas                                 |
| ----------------------------------------- | ----------------------------------------- | ----------------------------------------- | ----------------------------------------- | ----------------------------------------- |
| Santa Rosa                                | Anexo                                     | 3241                                      | 131                                       | 41                                        |
| Ayanca                                    | Anexo                                     | 3255                                      | 89                                        | 34                                        |
| Maucallacta                               | Unidad agropecuaria                       | 4373                                      | 77                                        | 21                                        |

## Atractivos turísticos
- Nevado Coropuna, de origen volcánico tiene una altitud de 6425 m s. n. m., con forma de cono alineado de norte a sur, forma parte de la cordillera Ampato. Del nevado se desprenden contrafuertes y cadenas de cerros que hacen de este territorio una región accidentada, a la vez, muy atractiva para la práctica de la escalada.[5]

## Autoridades

### Municipales
- 2019-2022[6]

- Alcalde: Fermín Hipólito Llerena Carpio (Movimiento Condesuyos Progresa).

- Regidores: Flavio Darío Mejía Antacabana, Efraín Leoncio Zúñiga Herrera, Martha Eloisa Limache Soria, Marco Antonio Quispe Farfán y Flavio Paulino Ninasivincha Huisacayna

- 2015-2018

- Alcalde: Vicente Anastacio Mejia Antacabana

- 2011-2014[7]
  - Alcalde: Fermín Hipólito Llerena Carpio, del Movimiento Condesuyos Progresa (CP).
  - Regidores: Flavio Darío Mejía Antacabana (CP), Efraín Leoncio Zúñiga Herrera (CP), Martha Eloisa Limache Soria (CP), Marco Antonio Quispe Farfán (CP), Flavio Paulino Ninasivincha Huisacayna (Acción Popular).
- 2007-2011
  - Alcalde: Yurgen Oscar Bernal Medina.

### Religiosas
- Obispo Prelado: Mons. Mario Busquets Jordá.

## Festividades
- Carnavales.
- San Juan Bautista.